# Luis Muriel
Artikeln följer den spanska namnseden; faderns efternamn är Muriel och moderns efternamn Fruto.
Luis Fernando Muriel Fruto, född 16 april 1991 i Santo Tomás, är en colombiansk fotbollsspelare (anfallare) som spelar för Orlando City.

## Karriär
I juli 2017 värvades Muriel av Sevilla, där han skrev på ett femårskontrakt. Den 22 juni 2019 värvades Muriel av Atalanta BC för €18m.
Den 15 februari 2024 blev Muriel klar för Orlando City, där han skrev på ett treårskontrakt.